# Hakusan (berg)
Haku of Hakusan (Japans: 白山, 'witte berg') is een slapende stratovulkaan in Japan. Hij ligt op de grens tussen de prefecturen Gifu, Ishikawa en Fukui op het hoofdeiland Honshu. De vulkaan barstte laatst uit in 1659. De top meet 2702 meter boven zeeniveau. Samen met Fuji en Tateyama wordt Hakusan beschouwd als een van de traditionele 'drie heilige bergen van Japan'.